# Psychodráma
Psychodráma je slovenský populárně-vědecký film režiséra Jozefa Zachara. Jde o autentický popis nového účinného způsobu léčení neuróz a otevřeným kritickým vyjádřením autora k závažným společenským problémům první poloviny 60. let. Byl natočen v roce 1964 v psychiatrické léčebně ve Šternberku u Olomouce. Ukazuje, jak si pacienti tohoto ústavu odreagovávají svá duševní traumata. Tím, že si je v podobě psychodramatu objektivizují, se jich současně zbavují. To je však jen jeden aspekt filmu. Druhý, neméně důležitý, je v jeho dokumentární složce, která je nejen rovnocenná populárně-vědecké složce, ale místy ji značně převyšuje. 
Podle Pavla Branka představuje Psychodráma na této půdě vrchol - patří k nejlepším dokumentárním dílům šedesátých let v Československu. Formou „divadla na divadle“ autoři zachycují portrét a vývin konkrétního člověka s celým společensko-psychologickým a politickým zázemím, a tím i obraz celé epochy. Její politické podtexty způsobily, že film se dostal mezi trezorové tituly. Na krátké období ho zpřístupnili až v druhé polovině šedesátých let, definitivně po roce 1989.
V Psychodráme Zachar spojil natáčení terapeutických sezení třemi skrytými kamerami (Oskar Sághy, Alojz Hanusek, Pavel Cílek) s obsazením hlavní postavy studentem herectví, který si připomíná vlastní předchozí léčení. Film kombinuje tradiční dokumentaristické metody s aktuálními návraty cinema direct k Vertova a jeho "kinu-oku".
Vyprávění filmu určuje sama psychoterapeutická metoda psychodramatu, v níž pacienti hrají situace podmiňující jejich duševní chorobu. Pomalu se odkrývá hloubka hrdinovy krize, která se zprvu zdála zanedbatelná. V pečlivě zrekonstruovaných situacích se v rozhodujících okamžicích zjevily výrazy a gesta, která askezi léčebny a do sebe zahleděný pohled hlavního hrdiny obnažila dramatem jeho hluboké deprese.
Strukturu dokumentaristického díla to však nijak nenarušuje. V tomto duchu se pohybuje i atonální hudba smyčcového kvarteta Ilji Zeljenky, která vyjadřuje "subjektivní citový svět s charakteristickým neklidem a tragikou".

## Děj
Do psychiatrické léčebny v Štenberku u Olomouce přichází nový pacient. Jako ostatní pacienti, i on je nazýván svým křestním jménem - Viktor. Bezprostřední příčinou jeho přijetí byl neúspěšný sebevražedný pokus. Pacient je depresivní a hrozí nebezpečí, že by mohl pokus opakovat. Lékařská komise tvoří primář Štefan Rikovský, dr. Strnad, dr. Široký, dr. Vacková a dr. Horáková. Doktorka Vacková, která pacienta přijala, podává první zprávu a přehrává magnetofonový záznam prvního rozhovoru. Z něho vyplývá, že pacient, posluchač pedagogického institutu, vyrůstal v harmonickém rodinném prostředí. Měl dost kamarádů, rozhodně se nepovažuje za samotáře. Měl vážnou známost, o té však odmítá mluvit. Na otázku pocitu osobní svobody, odpoví stejnou otázkou doktorce: zda se cítí svobodná. 
Svůj sebevražedný pokus Viktor vysvětlí jako určitý projev svobody, už po krátkém pobytu v léčebně se Viktor pomalu začne zapojovat se kolektivu a lékaři se rozhodnou zkusit metodu psychodramatu, při níž by se pacient rozehřál, ventiloval své afekty a uvolnil se. Nejdříve zapojí Viktora do hry s jiným pacientem - paní Vilmou. Hry se účastní i další pacienti: Ondrej, Maria, Juraj, Karel, a Gita. Po čase se stává sám hlavním aktérem. Z krátkých výstupů se dozvídáme, že jeho první výpovědi v mnohém nebyly přesné, někdy zcela nesprávné. Viktorův otec byl velkoobchodník. Na chlapce byl až přehnaně přísný a Viktor se ho bál, stejně jako jeho matka. Dozvídáme se to ze dvou krátkých scének - jako matka přinesla Viktoru sladkosti a jak Viktor otci prohlásil, že necvičil hru na klavír. Po této druhé scéně Viktor přiznal, že otce nenáviděl. Když se matka později postavila na otcovu stranu, nevěřil už nikomu a cítil se nesmírně osamělý. Tento stav se trochu zlepšil na střední škole, kde našel porozumění u profesora biologie, který však byl ze školy vyhozen pro své náboženské přesvědčení, Viktor to považoval za velikou nespravedlnost a chtěl, aby se žáci profesora postavili. Dostal se do konflikty s profesorem češtiny a spolužáci ho v této situaci nechali samotného. Od té doby měl Viktor na škole pověst rušivého elementu. Když si pak podal přihlášku na vysokou školu - chtěl studovat medicínu - škola mu odmítla dát doporučení, i když po prospěchové stránce patřil mezi nejlepší žáky. Kromě Viktorová chování s nábožensky cítícím profesorem vyrukovali i s jeho kádrovým profilem, otcem velkoobchodníkům - nevadilo, že otec byl už několik let mrtvý a matka musela svou prací živit sebe a děti. 
Viktor odešel do pracovního poměru a pak na válku. Po válce se - díky matčiny protekci - dostal na pedagogický institut. Nejprve si nevěřil, ale pak se přece jen spřátelil s některými chlapci z internátu a pak se zamiloval. Jeho dívka ho nejdříve obdivovalo, on byl šťastný, že konečně našel blízkého člověka, který mu rozumí, kterému se může svěřit se svými problémy.